# Англо-персидская нефтяная компания
Англо-Персидская нефтяная компания (APOC) — британская компания, основанная в 1909 году после открытия крупного нефтяного месторождения в Месджеде-Солейман, Иран. Британское правительство приобрело 51 % акций компании в 1914 году, получив контрольный пакет акций и фактически национализировав компанию. Это была первая компания, добывшая нефть из Ирана. В 1935 году APOC была переименована в «Англо-Иранскую нефтяную компанию» (AIOC), когда Реза Шах Пехлеви официально попросил иностранные страны называть Персию ее эндонимом Иран.
В 1954 году она была снова переименована в «Бритиш Петролеум Компани», одну из предшественниц современной публичной компании BP. Правительство Мохаммеда Мосаддыка национализировало местные инфраструктурные активы компании и дало новой компании название «Национальная иранская нефтяная компания».